# FNaF World
FNaF World là một trò chơi video nhập vai độc lập được tạo bởi Scott Cawthon. Đây là bản spin-off chính thức đầu tiên trong loạt phim Five Nights at Freddy's. Trò chơi đã được phát hành cho Microsoft Windows vào ngày 21 tháng 1 năm 2016, nhưng với lối chơi chưa hoàn chỉnh và một số lượng lớn lỗi, dẫn đến những trải nghiệm không tốt và quyết định cuối cùng là gỡ trò chơi xuống trên các cửa hàng trò chơi trực tuyến. Vào ngày 8 tháng 2 năm 2016, trò chơi đã được cập nhật và phát hành lại dưới dạng phần mềm miễn phí trên Game Jolt miễn phí.

## Gameplay
Người chơi có hai chế độ để chơi: Phiêu lưu và Cố định. Trò chơi cũng có hai mức độ khó để lựa chọn, Dễ và Khó. Người chơi bắt đầu bằng cách chọn hai bên gồm bốn nhân vật. Các nhân vật khởi đầu, phiên bản gốc và đồ chơi của các nhân vật trò chơi chính đầu tiên, đều có thể được hoán đổi trong và ngoài bữa tiệc. Khi người chơi tiếp tục, họ thu thập thêm các nhân vật để đặt vào nhóm của họ, với tổng số 40 nhân vật có sẵn trong bốn trò chơi đầu tiên. Trên đường đi, một nhân vật được gọi là Fredbear sẽ cho người chơi lời khuyên về những việc cần làm tiếp theo. Những lời khuyên này thường xuyên phá vỡ bức tường thứ tư do nhận thức dường như của Fredbear về tình huống mà anh ta được đặt vào.
Trò chơi bao gồm khám phá thế giới trò chơi và tiếp cận các khu vực mới.  Khi các khu vực mới được tiết lộ và một nút đặc biệt được nhấn vào đó, người chơi có thể sử dụng "nhảy" để dịch chuyển tức thời giữa từng khu vực thông qua bản đồ thế giới. Ban đầu, thế giới được mô tả theo phong cách 2D 8 bit, nhưng kể từ Phiên bản 1.2 phát hành vào tháng 5 năm 2016, thế giới đã được thiết kế lại theo phong cách 3D hoàn toàn hoạt hình (đó là nghệ thuật 2D về mặt kỹ thuật). Nhiều nhân vật kẻ thù có thể được tìm thấy trong suốt trò chơi, mỗi độc quyền trong khu vực riêng của chúng, có thể được chiến đấu với. Khi đánh bại kẻ thù, người chơi sẽ nhận được điểm kinh nghiệm và "Faz Tokens", được sử dụng để mua các nâng cấp như chip và byte để hỗ trợ người chơi trong trò chơi.
Trong khi đó, các trận chiến chống lại kẻ thù, hoàn toàn ngẫu nhiên (ngoại trừ các trận đấu trùm), được tiến hành trong một sân chơi riêng biệt theo kiểu 3D (một lần nữa vẫn là kỹ thuật 2D). Trong các trận chiến, các nhân vật của người chơi ở phía bên tay phải, trong khi kẻ thù ở phía bên tay trái. Mỗi nhân vật có một thanh máu nằm ở góc trên cùng bên phải; bằng cách duy trì các thiệt hại, thanh máu giảm dần cho đến khi về 0, điều này gây ra KO(được đại diện bởi một bia mộ thay thế nhân vật bị loại) trừ khi người chơi chọn một lệnh hồi sinh có sẵn trên các nhân vật được chọn. Đối với mỗi lượt, người chơi được cung cấp các lựa chọn cho mỗi nhân vật và phải chọn một trong ba lệnh của họ, khác nhau tùy thuộc vào các nhân vật. Các lệnh có các thẻ màu khác nhau và có tác động khác nhau, bao gồm chữa trị cho đội (màu hồng), cung cấp các trạng thái buff (màu trắng), tấn công đơn mục tiêu (màu cam), tấn công khu vực (màu đỏ), tấn công độc (màu xanh lá cây) và có thể ngay lập tức giết các cuộc tấn công (màu đen), trong số những người khác. Khi một lượt được sử dụng, người chơi phải đợi một lúc cho đến khi lượt tiếp theo bắt đầu. Người chơi cũng có thể trao đổi bên hiện tại với dự trữ bất cứ lúc nào. Sau mỗi trận chiến, tất cả các nhân vật, bao gồm cả những người bị loại, đều được phục hồi sức khỏe.
Phiên bản GameJolt đã thay đổi đồ họa thế giới từ 2D sang 3D. Kể từ phiên bản 1.2, người chơi có thể đi đến một vùng đất mới, để chơi các minigame của các nhân vật có mã được tái chế cho các trò chơi khác để mở khóa các nhân vật mới sau khi người chơi hoàn thành các bộ minigame trong một loạt các chế độ. Chúng bao gồm "Foxy Fighters", "Chica's Magic Rainbow", "Foxy.EXE" và "FNAF 57: Freddy in Space".

## Phát triển
FNaF World được công bố lần đầu tiên vào ngày 15 tháng 9 năm 2015, trong một bài đăng trên Steam của Cawthon. Sau đó, một đoạn giới thiệu đã được đăng tải lên YouTube, mô tả các nhân vật của bốn trò chơi trước đó thật dễ thương. Thông báo được coi là một trò lừa bịp do các hành động PR tương tự được thực hiện bởi Cawthon. Tuy nhiên, nó không được chứng minh cho đến khi phát hành. Cawthon lưu ý rằng trò chơi là một phần phụ, xem xét vòng cung chính của Five Nights at Freddy hoàn thành với trò chơi thứ tư. Mặc dù ban đầu dự định phát hành vào ngày 2 tháng 2 năm 2016, Cawthon đã lên lịch phát hành lại vào ngày 22 tháng 1 năm 2016, nhưng cuối cùng đã ra mắt một ngày trước đó, vào ngày 21 tháng 1 năm 2016, phát hành kỹ thuật số thông qua Steam.
Khi phát hành, cộng đồng và các nhà phê bình chỉ trích trò chơi thiếu các tính năng chính, không ổn định và chưa được hoàn thiện, Cawthon sau đó đã xin lỗi, nói rằng "Anh đã quá háo hức để phát hành những thứ đã hoàn thành, rằng anh đã bỏ qua việc chú ý đến những thứ không có. "  Anh ấy đồng ý với cộng đồng rằng anh ấy đã vội vàng phát hành, và trạng thái thô bạo của trò chơi là không thể chấp nhận được. Cawthon tuyên bố rằng anh ta sẽ cố gắng tập chung hơn để có được trò chơi theo thứ tự, nhưng điều này cuối cùng đã dẫn đến việc Cawthon tạm thời gỡ trò chơi khỏi Steam, hoàn lại tiền cho mọi người đã mua nó. Sau đó, nó đã được thông báo rằng, một khi trò chơi được sửa lại, nó sẽ được phát hành miễn phí, đầu tiên là trên Game Jolt, và miễn phí kể từ thời điểm đó.
"Tôi biết có thể có những người sẽ nói rằng tôi nên tiếp tục làm việc với nó. Thực tế là một số sai lầm trong quá trình phát triển trò chơi này đã được thực hiện từ rất sớm. "Sửa chữa" một số điều về cơ bản sẽ làm lại trò chơi từ thời điểm nào bạn ngừng cố gắng sửa chữa một dự án không tốt và bắt đầu làm việc với một cái gì đó mới? Đến một lúc nào đó bạn phải bỏ đi và ngừng cố gắng sửa nó."
Vào ngày 8 tháng 2 năm 2016, một phiên bản cập nhật đã được phát hành cho GameJolt dưới dạng phần mềm miễn phí, cũng có một thế giới mới và các tính năng mới khác.
Vào ngày 13 tháng 5 năm 2016, bản cập nhật thứ hai cho FNaF World đã được phát hành, bao gồm các nhân vật mới và bản đồ mới, cũng như diễn xuất bằng giọng nói.
Vào tháng 1 năm 2017, Cawthon đã xua tan mọi tin đồn về "Cập nhật 3" được đồn đoán nhiều, nói rằng sẽ không có bản cập nhật nào nữa cho trò chơi. Anh bày tỏ sự không hài lòng về trò chơi, nói rằng hầu hết các sai lầm trong quá trình phát triển đều được thực hiện "từ rất sớm" và việc cố gắng cải thiện trò chơi sẽ "làm lại trò chơi từ đầu". Anh ấy đã gỡ trò chơi khỏi Android và Steam sau đó.

## Đánh giá
| Tìm hiểu thêm Phần này cần mở rộng. |

FNaF World nhận được sự đón nhận hỗn hợp giữa các nhà phê bình và cộng đồng, với nhiều game thủ YouTube chịu trách nhiệm đưa nhượng quyền thương mại lên mức độ phổ biến, chẳng hạn như Markiplier, chọn không chơi nó, rất có thể thay đổi cách các nhà phê bình phản ứng với spin-off.  Tuy nhiên, Angelo M. D'Argenio từ The Escapist cho các trò chơi một bài đánh giá khá, nói rằng "Năm đêm tại World Freddy là một parody retro JRPG mà cảm thấy không đầy đủ bây giờ, nhưng đang dần trở nên tốt hơn như các bản vá lỗi đi ra", cho FNaF World điểm 3/5. Tuy nhiên, điều này không làm cho nó phổ biến như các trò chơi khác của FNAF. Gaming Ground cũng đưa ra một đánh giá thỏa đáng, cho trò chơi tỷ lệ 3,5 / 5.